# Comuna Dragomirești, Vaslui
Dragomirești este o comună în județul Vaslui, Moldova, România, formată din satele Băbuța, Belzeni, Boțoi, Ciuperca, Doagele, Dragomirești (reședința), Poiana Pietrei, Popești, Rădeni, Semenea, Tulești și Vladia.

## Așezare
Comuna este situată în partea de nord-vest a judeţului, pe DN2F. Are ca relief o parte din podişul Bârladului, fiind aşezată între colinele Tutovei, străbătută de  pârâul Tutova şi Lipova.

## Demografie
Componența etnică a comunei Dragomirești
     Români (83,25%)
     Romi (8,68%)
     Alte etnii (0%)
     Necunoscută (8,07%)
Componența confesională a comunei Dragomirești
     Ortodocși (78,35%)
     Creștini de rit vechi (8,48%)
     Penticostali (2,6%)
     Creștini după evanghelie (1,91%)
     Alte religii (0,55%)
     Necunoscută (8,11%)
Conform recensământului efectuat în 2021, populația comunei Dragomirești se ridică la 4.389 de locuitori, în scădere față de recensământul anterior din 2011, când fuseseră înregistrați 4.900 de locuitori. Majoritatea locuitorilor sunt români (83,25%), cu o minoritate de romi (8,68%), iar pentru 8,07% nu se cunoaște apartenența etnică. Din punct de vedere confesional, majoritatea locuitorilor sunt ortodocși (78,35%), cu minorități de creștini de rit vechi (8,48%), penticostali (2,6%) și creștini după evanghelie (1,91%), iar pentru 8,11% nu se cunoaște apartenența confesională.

## Istorie
La sfârșitul secolului al XIX-lea, comuna făcea parte din plasa Tutova a județului Tutova și era alcătuită din satele Dragomirești-Boerești, Dragomirești-Răzași, Belzeni și Poiana Pietrei. Comuna avea o populație de 1081 de locuitori, iar în comună funcționa o școală primară de băieți și o biserică. La acea vreme, pe teritoriul actual al comunei, funcționa în aceiași plasă, și comuna Tulești – alcătuită din satele Tulești-Boerești, Tulești-Răzeși, Ciuperca, Popești, Semenea, Rădeni și Vinderei. Comuna avea o populație de 260 de locuitori.
În 1925, satele Tulești-Boerești, Tulești-Răzeși, Dragomirești-Răzași și Dragomirești-Boerești, se unifică între ele, pentru a forma satele Tulești respectiv Dragomirești, iar comuna Tulești a fost desființată, iar satele Tulești și Băbuța, au trecut la comuna Dragomirești, în timp ce restul satelor au format comuna Popești. Anuarul Socec consemnează ambele comune în aceiași plasă. Comuna Dragomirești avea o populație de 2189 de locuitori (în satele Dragomirești, Băbuța, Dobrieni, Tulești, Rădeni și Bungeni-Vladea), iar comuna Popești – 975 (în satele Popești, Boțoi, Semenea, Ciuperca, Fundătura, Voinești-Răzeși, Voinești-Boerești).
În 1931, satul Rădeni a trecut la comuna Popești. Comuna Dragomirești era împărțită în satele Dragomirești, Băbuța, Belzeni, Poiana Pietrei, Tulești și Vladia, iar comuna Popești era împărțită în satele Popești, Rădeni, Boțoi, Ciuperca, Fundătura, Semenea, Voinești-Boerești, Voinești-Răzeși.
În anul 1950, comuna a fost transferată regiunii Bârlad, iar în anul 1956, a fost înglobată în regiunea Iași. În acest timp, pe teritoriul comunei Dragomirești se înființează un sat cu denumirea de Doagele Vasiliu, iar satele Voinești-Răzeși și Voinești-Boerești au fost transferate la fosta comuna Obârseni, pentru a forma mai târziu, comuna Voinești. În anul 1968, comuna Dragomirești a fost transferată la județul Vaslui, iar satul Doagele Vasiliu a primit numele de Doagele. Tot atunci, comuna Popești a fost desființată, iar satele ei au fost incluse în comuna Dragomirești.

## Politică și administrație
Comuna Dragomirești este administrată de un primar și un consiliu local compus din 13 consilieri. Primarul, Andrei Popescu[*], de la Partidul Social Democrat, este în funcție din 1 noiembrie 2024. Începând cu alegerile locale din 2024, consiliul local are următoarea componență pe partide politice:
|  | Partid                          | Consilieri | Componența Consiliului | Componența Consiliului | Componența Consiliului | Componența Consiliului | Componența Consiliului | Componența Consiliului |
|  | ------------------------------- | ---------- | ---------------------- | ---------------------- | ---------------------- | ---------------------- | ---------------------- | ---------------------- |
|  | Partidul Social Democrat        | 6          |                        |                        |                        |                        |                        |                        |
|  | Partidul Național Liberal       | 4          |                        |                        |                        |                        |                        |                        |
|  | Alianța pentru Unirea Românilor | 2          |                        |                        |                        |                        |                        |                        |
|  | Alianța Dreapta Unită           | 1          |                        |                        |                        |                        |                        |                        |